# Planigale gilesi
Planigale gilesi là một loài động vật có vú trong họ Dasyuridae, bộ Dasyuromorphia. Loài này được Aitken mô tả năm 1972.